# Juifs de Djibouti

Ville portuaire, Djibouti a accueilli des communautés juives provenant du protectorat d'Aden.

Les Juifs de Djibouti sont une partie de la communauté yéménite installée à Obock, puis Djibouti, dans le sillage de l'installation française autour du golfe de Tadjoura à partir de 1884. Cette communauté disparaît en 1949, lorsque les Juifs du Yémen sont évacués en Israël.

## Histoire
L'histoire des Juifs à Djibouti commence par le développement de la ville portuaire de Djibouti à la fin du XIXe siècle par les Français, dans le territoire alors appelé Côte française des Somalis.
Les Juifs établis à Djibouti viennent du protectorat d'Aden, colonie britannique depuis 1839. Ce sont des Juifs yéménites, pays où une communauté juive ancienne et nombreuse existe à l'époque. On ne sait pas si les Juifs djiboutiens sont d'Aden ou si, originaires du nord, ils sont juste passés par Aden. Leur arrivée est concomitante avec la venue d'un grand nombre de Yéménites musulmans. Bien que tous soient venus d'Arabie, ils ne sont pas vu comme une catégorie unique par l'administration française.
On compte cinquante Juifs à Djibouti en 1901 et 111 en 1921. Les autorités françaises dénombrent onze commerçants juifs en 1902, et indiquent qu'ils exercent principalement les professions de changeur et de bijoutier. Ils disposent de plusieurs synagogues, dont une en centre-ville, rue de Rome. Ils continuent à porter les longues papillotes caractéristiques des Juifs yéménites. L'administration française leur octroie des assesseurs dans les tribunaux indigènes. 
Après l'indépendance d'Israël en 1948, l'État hébreu organise en 1949 l'opération Tapis Volant visant à évacuer par les airs les Juifs du Yémen menacés par les troubles politiques. Les 200 Juifs de Djibouti sont inclus dans l'opération et rejoignent Aden en vue de l'évacuation. Des Arabes de Djibouti appellent dans des prêches les Issas, la population locale, à ne pas racheter leurs biens. Après leur départ, plusieurs propriétés juives sont cependant accaparées par des Arabes.